# Denis Marques
Pour les articles homonymes, voir Marques (homonymie).
Denis Marques est un footballeur brésilien né le 22 février 1981.